# Saint-Florentin (Indre)
Saint-Florentin és un municipi francès, situat al departament de l'Indre i a la regió de Centre – Vall del Loira. L'any 2007 tenia 478 habitants.

## Demografia

### Població
El 2007 la població de fet de Saint-Florentin era de 478 persones. Hi havia 200 famílies, de les quals 52 eren unipersonals (4 homes vivint sols i 48 dones vivint soles), 76 parelles sense fills i 72 parelles amb fills.
La població ha evolucionat segons el següent gràfic:
Habitants censats

### Habitatges
El 2007 hi havia 242 habitatges, 208 eren l'habitatge principal de la família, 13 eren segones residències i 21 estaven desocupats. 240 eren cases i 2 eren apartaments. Dels 208 habitatges principals, 163 estaven ocupats pels seus propietaris, 42 estaven llogats i ocupats pels llogaters i 3 estaven cedits a títol gratuït; 1 tenia una cambra, 11 en tenien dues, 77 en tenien tres, 77 en tenien quatre i 42 en tenien cinc o més. 183 habitatges disposaven pel capbaix d'una plaça de pàrquing. A 82 habitatges hi havia un automòbil i a 101 n'hi havia dos o més.

### Piràmide de població
La piràmide de població per edats i sexe el 2009 era:
| Homes | Edats   | Dones |
| ----- | ------- | ----- |
| 0     | 95 o +  | 0     |
| 0     | 90 a 94 | 0     |
| 0     | 85 a 89 | 4     |
| 0     | 80 a 84 | 4     |
| 16    | 75 a 79 | 16    |
| 24    | 70 a 74 | 24    |
| 16    | 65 a 69 | 16    |
| 16    | 60 a 64 | 4     |
| 12    | 55 a 59 | 8     |
| 8     | 50 a 54 | 24    |
| 8     | 45 a 49 | 12    |
| 20    | 40 a 44 | 8     |
| 24    | 35 a 39 | 24    |
| 12    | 30 a 34 | 20    |
| 12    | 25 a 29 | 8     |
| 8     | 20 a 24 | 8     |
| 8     | 15 a 19 | 8     |
| 16    | 10 a 14 | 12    |
| 8     | 5 a 9   | 12    |
| 12    | 0 a 4   | 8     |

## Economia
El 2007 la població en edat de treballar era de 284 persones, 212 eren actives i 72 eren inactives. De les 212 persones actives 195 estaven ocupades (102 homes i 93 dones) i 17 estaven aturades (4 homes i 13 dones). De les 72 persones inactives 31 estaven jubilades, 17 estaven estudiant i 24 estaven classificades com a «altres inactius».

### Ingressos
El 2009 a Saint-Florentin hi havia 214 unitats fiscals que integraven 493 persones, la mediana anual d'ingressos fiscals per persona era de 15.900 €.

### Activitats econòmiques
Dels 7 establiments que hi havia el 2007, 6 eren d'empreses de construcció i 1 d'una empresa de comerç i reparació d'automòbils.
Dels 7 establiments de servei als particulars que hi havia el 2009, 1 era un taller de reparació d'automòbils i de material agrícola, 2 paletes, 1 guixaire pintor, 2 electricistes i 1 empresa de construcció.
L'any 2000 a Saint-Florentin hi havia 13 explotacions agrícoles que ocupaven un total de 648 hectàrees.

## Poblacions més properes
El següent diagrama mostra les poblacions més properes.